# Sota Hirayama
Sota Hirayama (Kitakyūshū, 6 de junho de 1985) é um ex-futebolista profissional japonês, que atuava como atacante.

## Carreira
Ele participou com a Seleção Japonesa de Futebol nos Jogos Olímpicos de Verão de 2004..  

## Títulos
F.C. Tokyo
- Copa da J. League: 1 (2009)
- Copa Suruga Bank 1: (2010)